# John Lundquist
John Hjalmar Ander Lundquist, född 11 april 1900 i Högerud, död 1 april 1973, var en svensk lungläkare och generalsekreterare för Svenska nationalföreningen mot tuberkulos.
Han blev medicine kandidat 1923 och medicine licentiat 1927 i Stockholm. Lundquist disputerade 1933 på en avhandling om barntuberkulos. Åren 1935 till 1941 var han sanatorieläkare på Sollidens sanatorium i Östersund. Han utsågs 1941 som generalsekreterare i Nationalföreningen mot tuberkulos och samtidigt föredragande rörande tuberkulosvård hos Medicinalstyrelsen. Han var mycket aktiv i kampen mot tuberkulos så länge han levde. Han invaldes som ledamot i överstyrelsen för Konung Oscar II:s jubileumsfond 1953. 
Som generalsekreterare ägnade han stor kraft åt införande av Calmettevaccinationen och skärmbildsundersökningar av lungorna. Hans populärvetenskapliga skrifter, t.ex. i Husmodern och Icakuriren, handlade också om tbc-kampen. I många år deltog han i Internationella tuberkulosunionen där han vid sitt frånfälle fortfarande var ledamot av dess verkställande utskott. Som sekreterare och ordförande i Svenska lungläkareföreningen var han aktiv under en lång följd av år. I Svenska läkaresällskapet var Lundquist sekreterare, bibliotekarie och ordförande och slutligen hedersledamot.